# Javid Hamzatau
Javid Shakirovich Hamzatau ou Dzhavid Shakirovich Gamzatov (em bielorrusso:  Джавід Шакіравіч Гамза́таў, em russo:  Джавид Шакирович Гамзатов; Kizilyurt, 27 de dezembro de 1989) é um lutador de estilo greco-romana bielorrusso de origem russa, medalhista olímpico.

## Carreira
Hamzatau competiu na Rio 2016, na qual conquistou a medalha de bronze, na categoria até 85 kg.